# Cyanotis papilionacea
Cyanotis papilionacea är en himmelsblomsväxtart som först beskrevs av Nicolaas Laurens Nicolaus Laurent Burman, och fick sitt nu gällande namn av Schult. och Julius Hermann Schultes. Cyanotis papilionacea ingår i släktet Cyanotis och familjen himmelsblomsväxter. IUCN kategoriserar arten globalt som livskraftig. Inga underarter finns listade.

## Bildgalleri

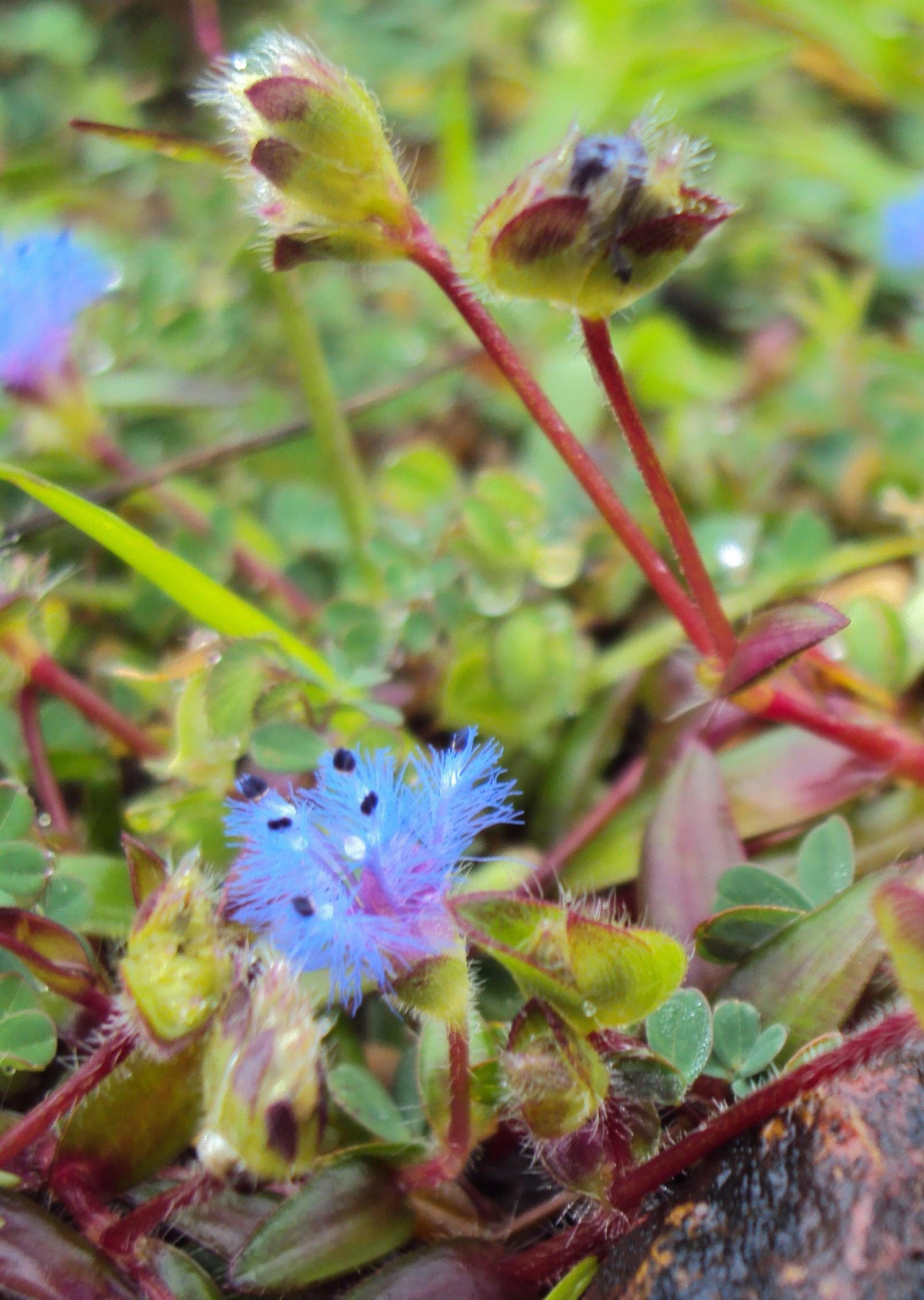
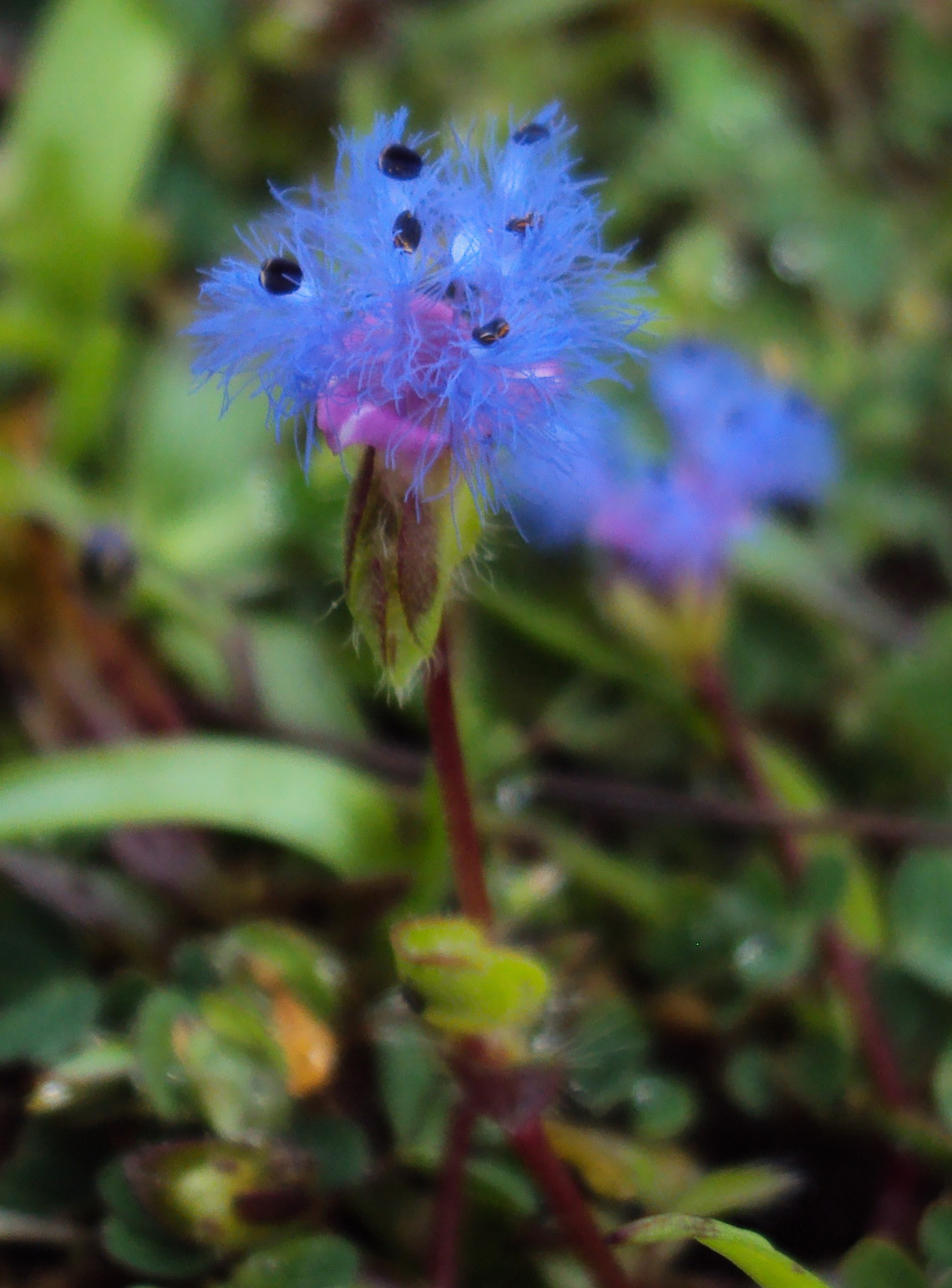
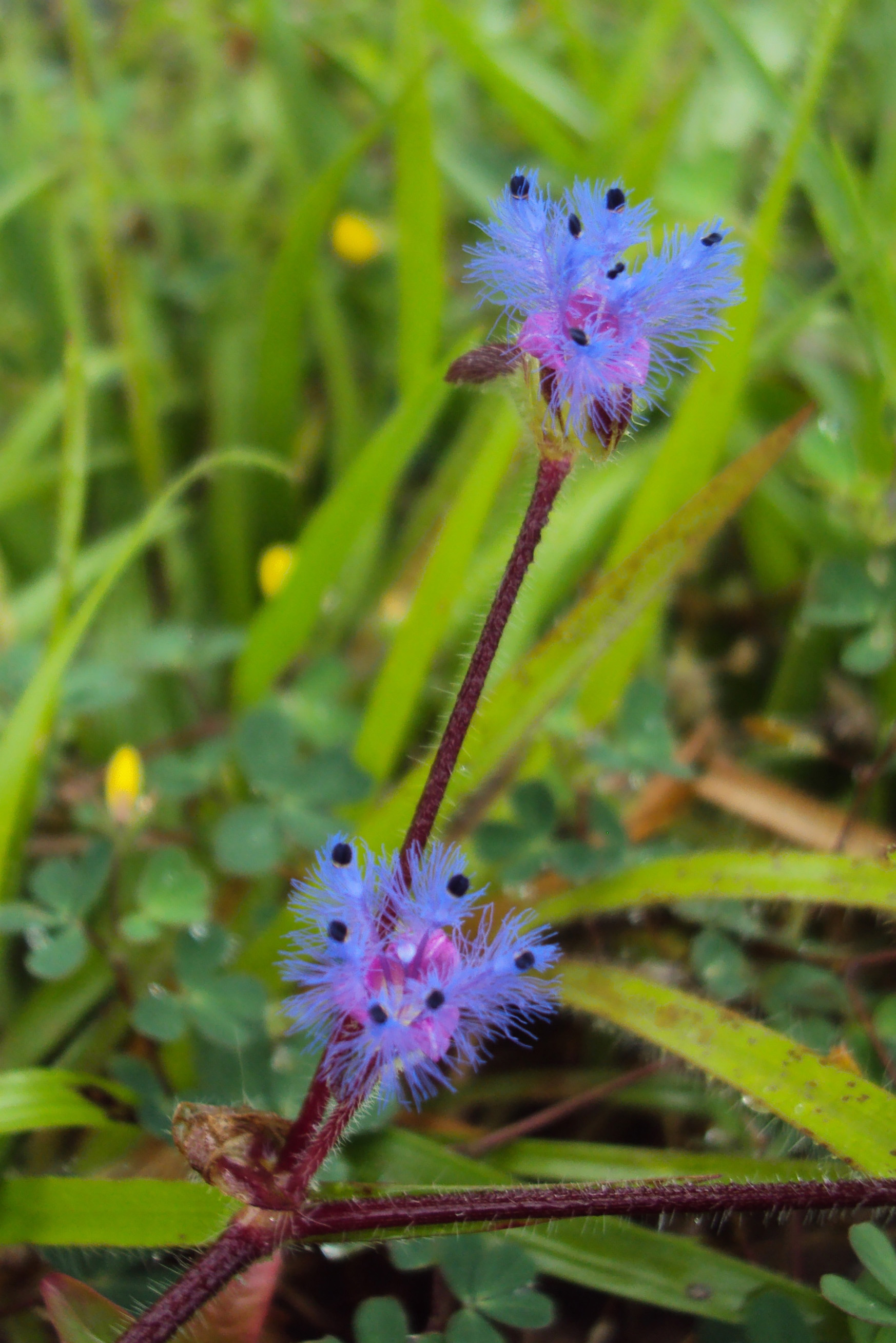
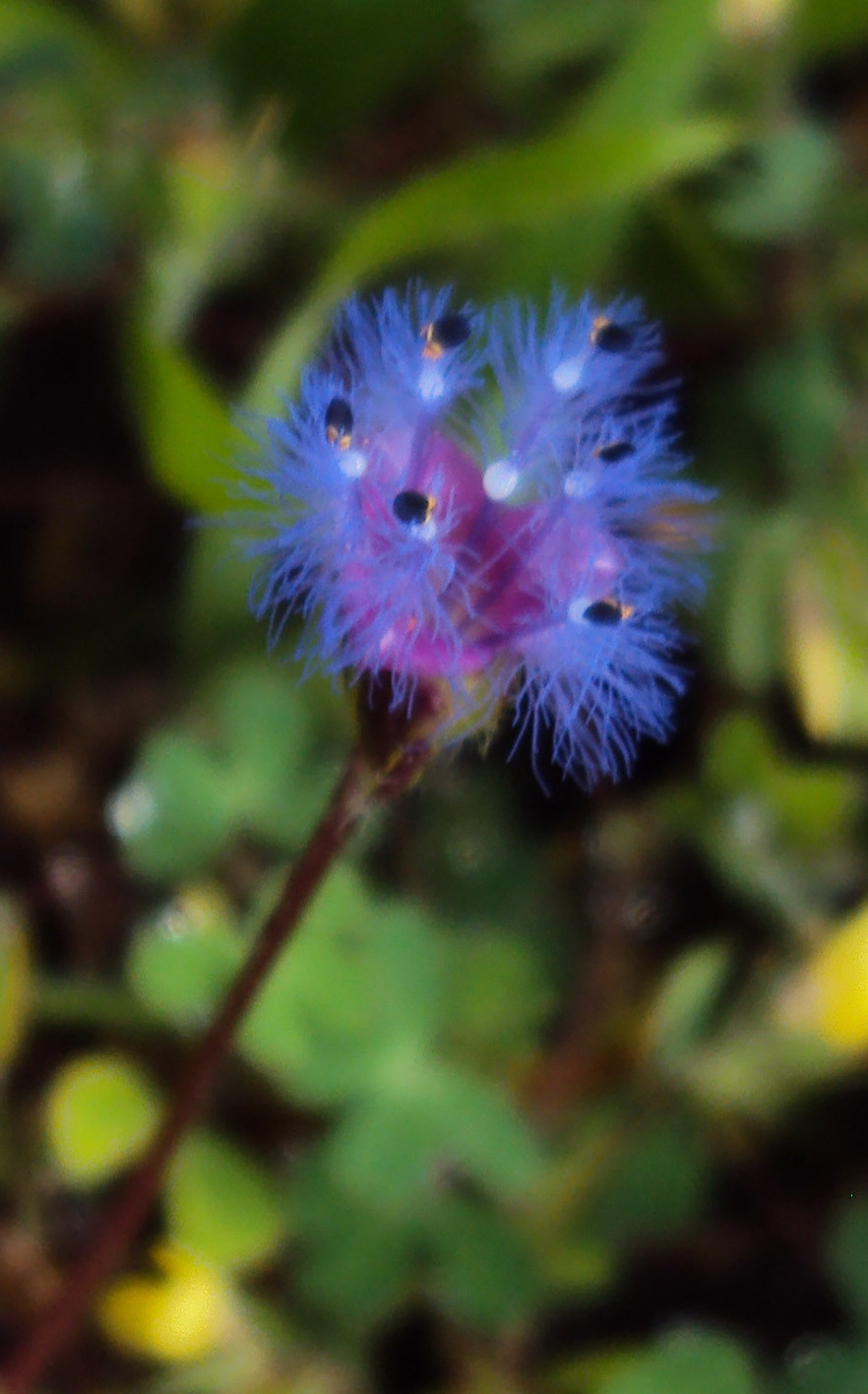
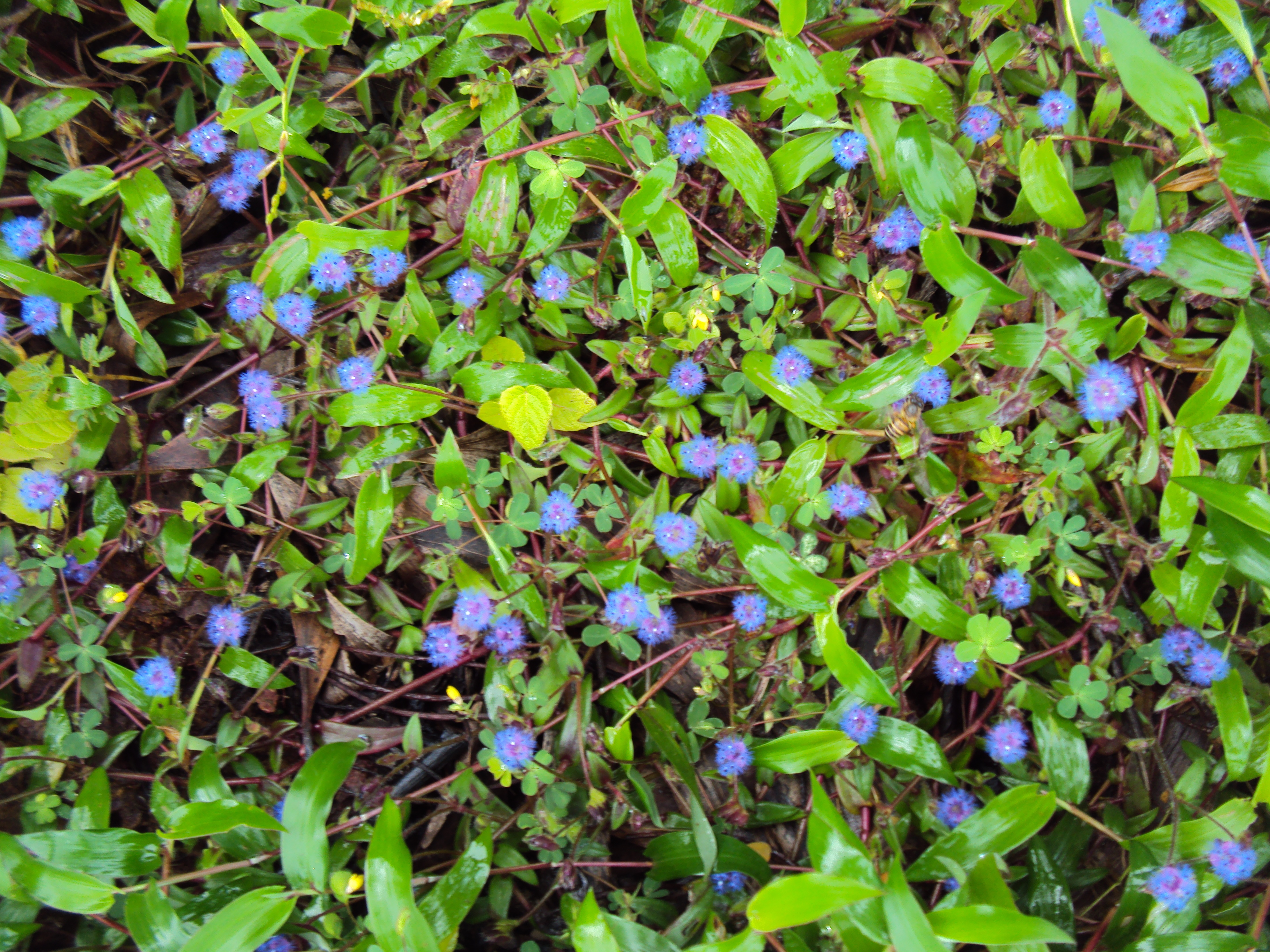
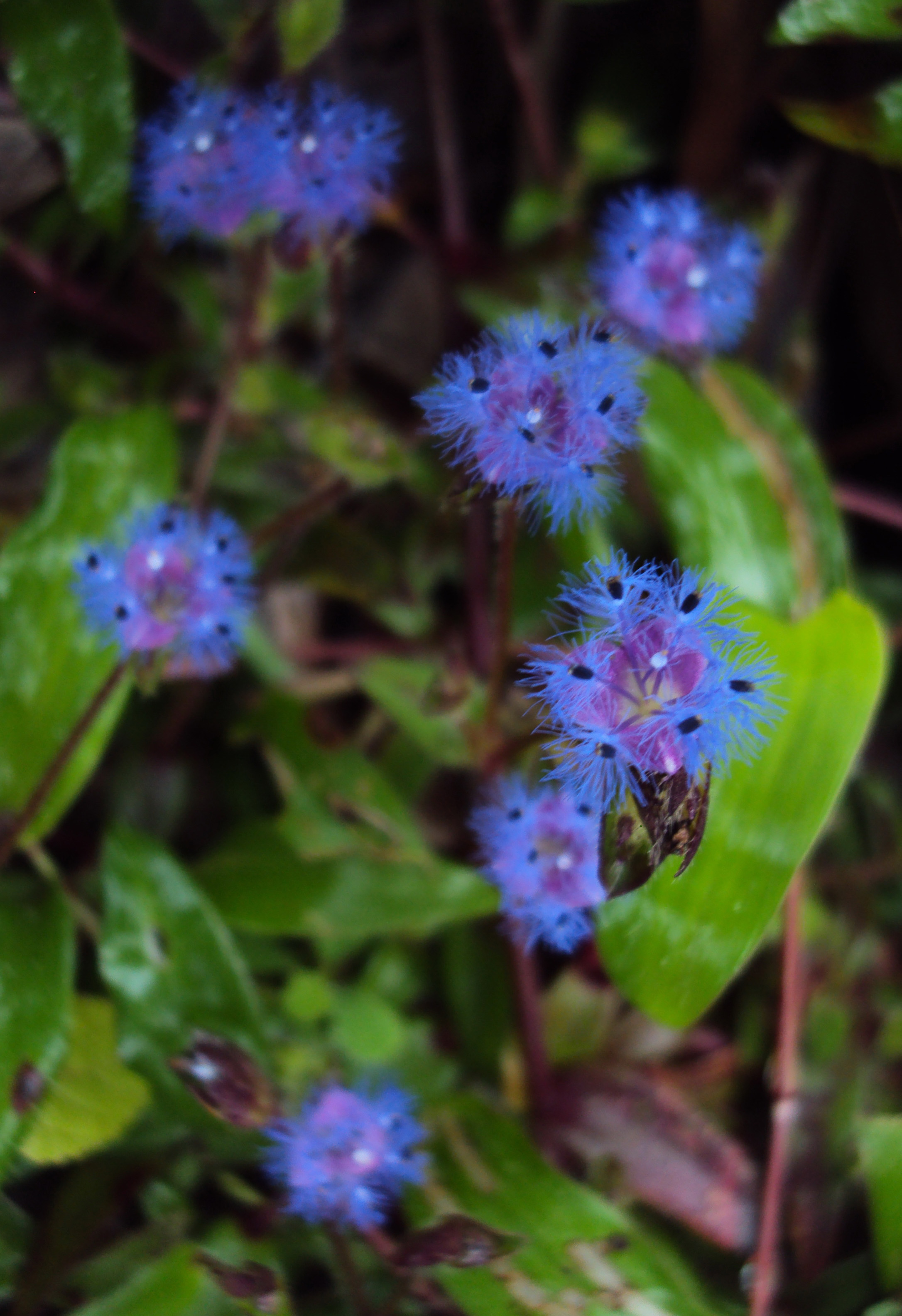